# SK Čechie Praha VIII
SK Čechie Praha VIII war ein tschechischer Fußballverein aus Prag. 1903 gegründet, war die aus dem Arbeiterviertel Libeň stammende Mannschaft in der Saison 1925/26 erstklassig. Der offiziell von 1925 bis 1934 als Profiverein, faktisch jedoch unter Amateurbedingungen spielende Klub löste sich 1949 auf. In der Ewigen Tabelle der tschechoslowakischen Liga belegt Čechie VIII den 64. und damit letzten Rang.

## Vereinsgeschichte
Čechie VIII nahm ab 1920 an der Mittelböhmischen Meisterschaft teil, wobei man in die zweithöchste Spielklasse, die II. třída eingeteilt wurde. Über Mittelfeldplatzierungen kam die Mannschaft allerdings nicht hinaus.
Bei der Einführung des bezahlten Fußballs in der Tschechoslowakei 1925 meldete sich Čechie VIII im Profilager an, um sich mit den besten Mannschaften des Landes wie Sparta Prag oder Slavia Prag messen zu können. Wirtschaftlich, aber auch sportlich konnte der Arbeiterverein jedoch nicht mit den großen Klubs konkurrieren. Die Presse bezeichnete den Verein gar als pseudoprofessionell. In der ersten Saison der Asociační liga wurde Čechie VIII in die sechs Mannschaften umfassende zweite Liga eingeteilt, in der sie mit einem Sieg und vier Remis aus zehn Spielen den vorletzten Platz belegte.
Weil die 1. Liga in der Saison 1925/26 auf zwölf Vereine erweitert wurde, erhielt auch Čechie VIII den Status erstklassig. Doch die besten tschechischen Klubs erwiesen sich für den kleinen Verein als zu überlegen. Gerade einmal ein Spiel konnte Čechie VIII gewinnen, es war das Derby gegen den Nachbarn SK Meteor Praha VIII. Zu Hause reichte es noch zu zwei Unentschieden, alle elf Auswärtspartien verlor die Mannschaft. Am Saisonende stand eine katastrophale Bilanz zu Buche: 19 Niederlagen in 22 Spielen und ein Torverhältnis von 23 zu 122. Als Tabellenletzter stieg Čechie VIII ab. Die folgenden acht Spielzeiten verbrachte Čechie VIII in der zweiten Profiliga mit Platzierungen am Tabellenende, einen Abstieg aus der geschlossenen Gesellschaft gab es nicht. Als es in der Saison 1934/35 zur Aufhebung der Unterscheidung zwischen Profi- und Amateurvereinen kam, belegte der ehemalige Erstligist den drittletzten Platz in der zweiten Liga und musste absteigen.
In der sportlichen Bedeutungslosigkeit verschwunden, löste sich der 1948 in Sokol Čechie Libeň umbenannte Verein 1949 auf.

### Statistik
- 1. Tschechoslowakische Liga 1925/26:

| Liga                        | Platz     | Spiele | Siege | Remis | Niederlagen | Tore   | Punkte |
| Středočeská 1. Liga 1925/26 | 12. Platz | 22     | 1     | 2     | 19          | 23:122 | 4      |

## Vereinsnamen
- 1903–1948 SK Čechie Praha VIII
- 1948–1949 Sokol Čechie Libeň

## Sonstiges
In Prag gab es mehrere Vereine mit dem Namen SK Čechie, nicht verwechselt werden sollte der Verein vor allem mit SK Čechie Praha I und SK Čechie Praha III.